# Хуртиси
Хуртиси (груз. ხურთისი) — село в Грузии, на территории Казбегского муниципалитета края (мхаре) Мцхета-Мтианети.

## География
Село находится в северо-восточной части Грузии, на левом берегу реки Терек, вблизи места впадения в него реки Тесиа, на расстоянии приблизительно 10 километров (по прямой) к юго-западу от посёлка городского типа Степанцминда, административного центра муниципалитета. Абсолютная высота — 1939 метров над уровнем моря.

## Население
По результатам официальной переписи населения 2014 года в Хуртиси проживало 47 человек (24 мужчины и 23 женщины). В национальной структуре населения грузины составляли 97,9 %.
| Год  | Население, человек |
| ---- | ------------------ |
| 2002 | 76                 |
| 2014 | ↘ 47               |